# Regulación heterométrica
La regulación heterométrica de la fuerza contráctil en el músculo cardíaco se refiere a cambios en dicha fuerza que ocurren como resultado de cambios en la longitud de la fibra muscular en un estado inotrópico constante.
Estos cambios pueden ocurrir durante incrementos o disminuciones en el volumen de fin de diástole y se deben al cambio de posición de la fibra muscular en la curva longitud/fuerza.